# Jász-Nagykun-Szolnok
Jász-Nagykun-Szolnok är en provins i centrala Ungern. Huvudorten är Szolnok.

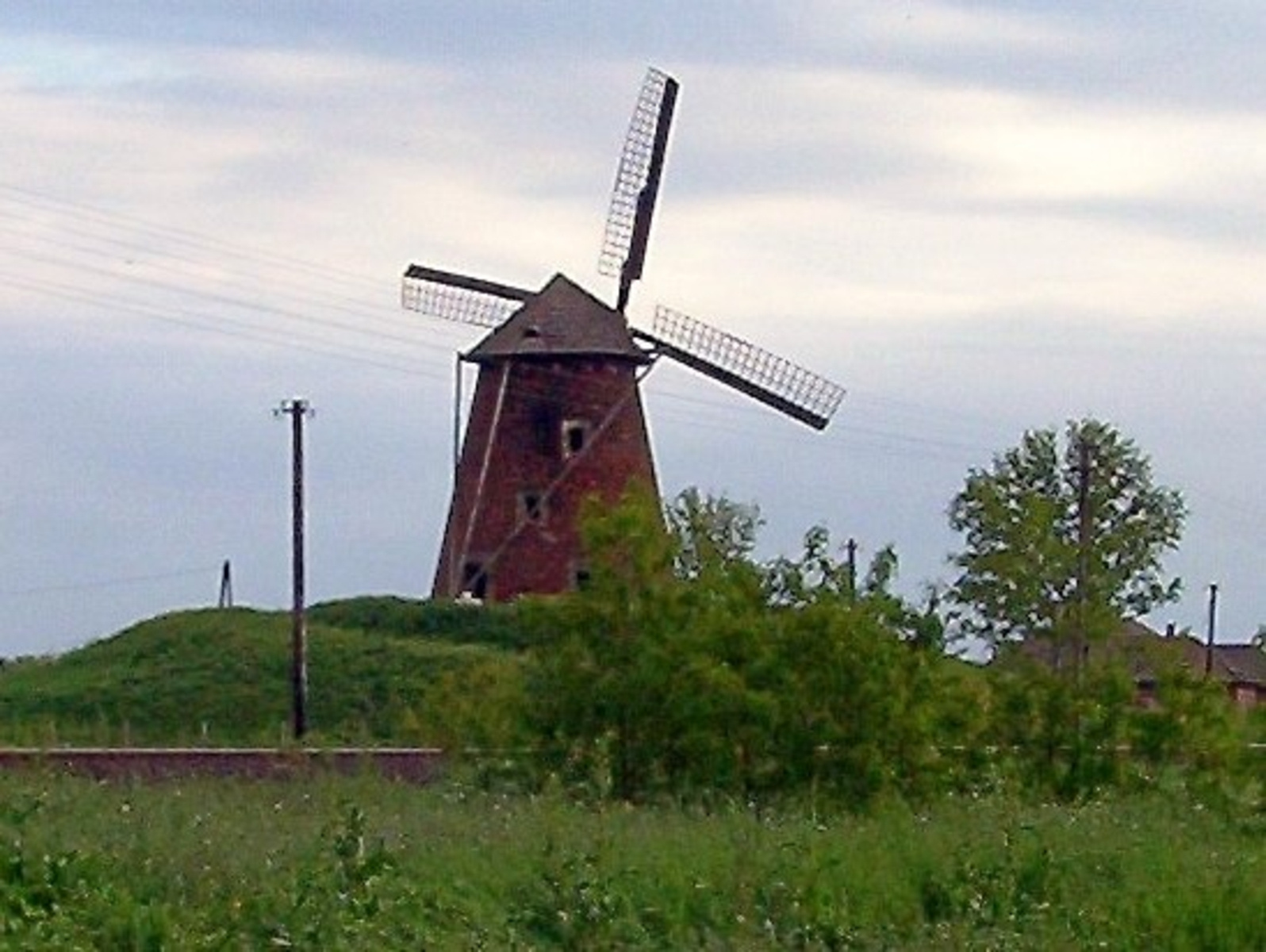
Kulturskyddad väderkvarn.